# Walther WA 2000
Il Walther WA 2000 è un fucile di precisione bullpup semiautomatico nato da una iniziativa privata della Carl Walther GmbH nel corso degli anni sessanta.

## Caratteristiche
Camerato in 7,62 × 51 mm, ha il blocco della meccanica inserito nel calcio, con il relativo imbocco dei caricatori subito dietro l'impugnatura del fucile. Tale disposizione dette adito a critiche di vario genere, ma questa soluzione consente, in fase di sparo, di mantenere una buona stabilità grazie al baricentro posto tra la mano forte del tiratore e la spalla. È dotato di un bipiede auto livellante (anziché essere poggiato su di questo vi è appeso). Al termine della canna, uno spegnifiamma lungo dieci centimetri assicura che l'operatore non resti abbagliato dal colpo e riduce le possibilità che il tiratore possa essere individuato.
La configurazione corta e tozza del WA 2000 gli consente di essere portato sulla schiena senza che questo interferisca con la marcia. L'impiego di materiali di alta qualità per il tempo, ma tuttavia ancora fruibili e validi nel periodo attuale, ne hanno fatto un'arma estremamente longeva. La scarsa diffusione è dovuta alle difficoltà di manutenzione (la disposizione degli organi comporta un differente smontaggio rispetto a quello classico) e al fatto che il costo unitario di quest'arma è molto elevato, il che, unito al fatto che le nazioni che possono permetterselo hanno già i loro produttori, ne hanno limitato la diffusione.